# Alba Ventura
Alba Ventura (* 13. November 1978 in Barcelona) ist eine katalanische klassische Pianistin und Musikpädagogin. Sie hatte sich bereits in ihrer Kindheit eine Klaviersolistenkarriere aufgebaut. Als Absolventin der Acadèmia Marshall gehört Alba Ventura ähnlich wie Daniel Ligorio i Ferrandiz und José Enrique Bagaría Villazán zu den derzeit aktiven Künstlern der Katalanischen Pianistenschule.

## Leben und Werk
Alba Ventura debütierte bereits mit 13 Jahren als Solistin mit dem Mozart-Konzert KV 271 mit dem Cadaqués-Orchester unter der Leitung von Sir Neville Marriner in San Sebastián und im Auditorio Nacional de Música von Madrid.
Sie hatte internationale Solisten-Auftritte in europäischen Auditorien wie der Wigmore Hall, Barbican Centre und St. Martin in the Fields in London, im Concertgebouw in Amsterdam, dem Musikverein in Wien, in der Cité de la Musique in Paris, der Laeiszhalle in Hamburg, der Kölner Philharmonie, im Palais des Beaux-Arts de Bruxelles in Brüssel und der Svetlanov Hall in Moskau. Darüber hinaus gab sie Konzerte im Mario Laserna Auditorium in Bogotá und in der Auckland Town Hall in Neuseeland. Sie arbeitete mit dirigentenpersönlichkeiten wie Giovanni Antonini, Howard Griffiths, Miguel Harth-Bedoya, Christopher Hogwood, Salvador Mas, Eiji Oué, Antoni Ros-Marbà und Tamás Vásáry zusammen.
Ventura begann ihr Klavierstudium bei Sílvia Llanas. Später besuchte sie die Acadèmia Marshall, wo sie bei Carlota Garriga studierte und Meisterkurse bei Alicia de Larrocha erhielt. Mit elf Jahren erhielt sie ein Stipendium für ein Studium bei Dmitri Baschkirow an der Hochschule Escola Superior de Música Reina Sofia in Madrid. Nach einem Vorspiel in Berlin übernahm Vladimir Ashkenazy eine Tutorenfunktion für ihre musikalische Entwicklung. Er organisierte für Ventura einen Studienaufenthalt bei Irina Zaritskaya an der Purcell School und später am Royal College of Music in London. Sie nahm an Meisterkursen bei Nikita Magaloff, Maria João Pires und bei Radu Lupu teil. Sie gewann den internationalen Klavierwettbewerb Young Concert Artist Trust (YCAT).
In der Konzertsaison 2009/2010 wurde sie von der European Concert Hall Organization (ECHO) als einzige Solopianistin für das Rising Stars-Programm ausgewählt und gefördert. 2014 wurde ihr der IMPULSA-Preis der Fundació Príncesa de Girona verliehen.
Alba Ventura ist ordentliche Professorin für Klavier am Conservatori del Liceu in Barcelona.